# Liste der Monuments historiques in Thonne-le-Thil
Die Liste der Monuments historiques in Thonne-le-Thil führt die Monuments historiques in der französischen Gemeinde Thonne-le-Thil auf.

## Liste der Objekte
| Bezeichnung               | Beschreibung | Standort                              | Kennzeichnung | Schutzstatus | Datum | Bild |
| ------------------------- | --- | ------------------------------------- | ------------- | ------------ | ----- | ---- |
| Hauptaltar                | Altartisch, Retabel, drehbarer Tabernakel, vier Engelsskulpturen und Altarkreuz; Holz, farbig gefasst und vergoldet, Mitte des 18. Jahrhunderts | in der Kirche St-Martin (Lage)        | PM55002408    | Inscrit      | 1992  |      |
| Grabstein für Jean Michel | Kalkstein, bezeichnet 1771 | außen bei der Kirche St-Martin (Lage) | PM55002407    | Inscrit      | 1995  |      |